# Nick Barmby
Nicholas Jonathan "Nick" Barmby (Kingston upon Hull, 11 de fevereiro 1974) é um futebolista inglês. Atualmente está aposentado.

## Carreira
Começou nas categorias de base do Hull City, de sua cidade natal, e em 1991 foi vendido ao Tottenham Hotspur, onde começou a carreira profissional.
No total foram 4 temporadas, 89 jogos e 21 gols. Foi para o Middlesbrough para jogar a temporada 1995-96 e entrou como titular absoluto. Um ano depois, quando já era um jogador de nome, foi vendido ao Everton, onde permaneceu por 4 temporadas. Foi titular absoluto, jogou 116 partidas e marcou 18 gols no campeonato nacional. Em 2000 foi para o arquirrival do Everton, o Liverpool, clube onde ganhou o primeiro título na carreira profissional.
Foi reserva nas 2 temporadas que permaneceu no Liverpool, mas fez parte do elenco que conquistou 3 títulos em 2001, a Supercopa da Inglaterra, a Copa da Liga Inglesa e a Taça UEFA. Em 2002 encerrou sua discreta passagem pelo Liverpool e foi rumo ao Leeds United. Assim como no Liverpool, não foi titular no Leeds United, onde permaneceu por 2 temporadas e fez apenas 25 partidas em 2 edições do campeonato inglês.
Pouco aproveitado no Leeds, foi emprestado ao Nottingham Forest, onde ficou por poucos meses e fez apenas 6 partidas. Em 2004, depois do fim de seu empréstimo ao Nottingham, retornou ao seu clube de origem, mas por qual nunca havia jogado profissionalmente, o Hull City. Nick se tornou um ídolo e permanece até hoje no clube, onde já conquistou os play-offs da Championship 2007-08.
Pela Seleção Inglesa disputou duas Eurocopas, em 1996 e em 2000. Sua última convocação aconteceu em 2001, desde então não é mais lembrado. Foram no total 23 jogos e 4 gols. Teve passagens curtas também na Seleção Inglesa sub-21 e na Seleção Inglesa B.

## Títulos

### Liverpool
- Supercopa da Inglaterra 2001
- Copa da Liga Inglesa 2001
- Taça UEFA 2000-01

### Hull City
- Championship 2007-08 - Play-offs